# Оллі Мяяття
Оллі Мяяття (фін. Olli Määttä; 22 серпня 1994, Ювяскюля, Фінляндія) — фінський хокеїст, захисник. Виступає в Національній хокейній лізі.

## Спортивна кар'єра
Вихованець клубу ЮІП із рідного міста Ювяскюля. Виступав за команди усіх вікових груп. У 2011 році був обраний у четвертому раунді на драфті Континентальної хокейної ліги санкт-петербурзьким СКА, а під першим номером — на драфті юніорської хокейної ліги Онтаріо командою «Лондон Найт». Хокейну кар'єру продовжив у Північній Америці
На драфті Національної хокейної ліги 2012 року був обраний у першому раунді клубом «Піттсбург Пінгвінс» і відразу уклав контракт. До складу «Пінгвінів» приєднався з наступного сезону.
У 2011 році виступав за юніорську збірну Фінляндії на чемпіонаті світу в Німеччині і молодіжну збірну на чемпіонаті світу в США.
Захищав кольори національної збірної на Олімпійських іграх 2014 у Сочі і чемпіонаті світу 2021.